# Adolf Reichwein
Adolf Reichwein, né le 3 octobre 1898 à Bad Ems et exécuté le 20 octobre 1944 à Berlin-Plötzensee, est un pédagogue réformateur allemand, formateur d'adultes et spécialiste en nouvelles méthodes d'éducation.
Membre du Cercle de Kreisau, il a combattu le régime national-socialiste.
Reichwein a développé et expérimenté tout au long de sa vie des modèles innovants dans les domaines de la pédagogie, de la formation pour adultes et des enseignants. Il voyait dans l'éducation et la formation de puissants moteurs de transformations et de progrès. Il est mort pour ses convictions pédagogiques et politiques.

## Biographie
Issu d'une famille d'enseignants ruraux sociaux-démocrates ses premières années ont été fortement influencées par le modèle familial, son engagement au sein du mouvement des Wandervogel et son expérience de combattant durant la première guerre mondiale.
Il a été très tôt convaincu que des changements sociaux étaient indispensables dans la période de l'après guerre et que ceux-ci se feraient à travers une réforme ambitieuse de l'École. Ces convictions furent celles de toute sa vie jusqu'au temps du national socialisme.
En un peu moins de 20 ans que dura son activité professionnelle, Reichwein fut l'une des personnalités allemandes les plus éminentes en matière de formation pour les adultes. Ses publications Le peuple scolaire au travail et Le cinéma dans les écoles rurales sont toujours des classiques dans les domaines des réformes pédagogiques et du cinéma éducatif.
Dès la fin des années 1930, Reichwein participa à de nombreuses réunions et rencontres du Cercle de Kreisau où il fut chargé du programme culturel et éducatif.
Il fut arrêté par la gestapo le 4 juillet et condamné le 20 octobre de la même année à la peine de mort par le « Tribunal du Peuple » nazi. Il fut exécuté le même jour dans la prison de Berlin-Plötzensee.

### Chronologie

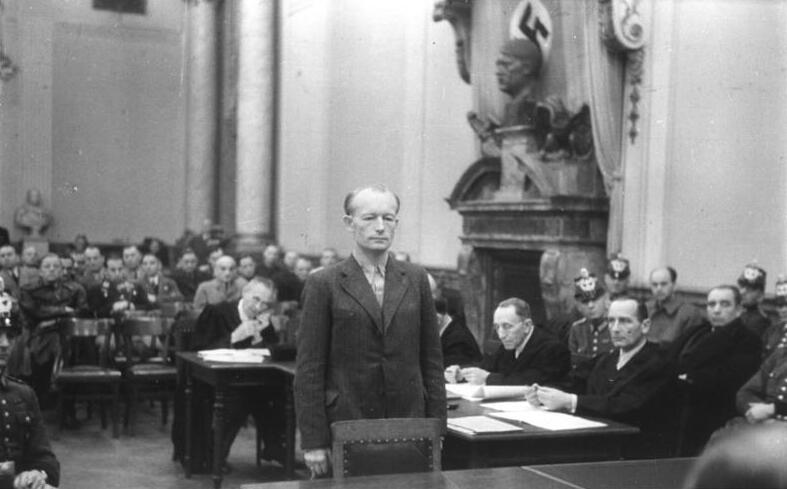

Son père était instituteur de classe unique à Ober-Rosbach où il pratiquait des méthodes pédagogiques d'avant garde inspirées de Pestalozzi. Adolf Reichwein est très tôt impliqué dans le travail pédagogique de son père. Dès l'âge de 8 ans il incorpore les Wandervogel dont les valeurs et les idéaux vont imprégner toute sa vie. Il y prend très rapidement des responsabilités.
À la rentrée 1909, il est scolarisé à la Realschule de Friedberg. Les Realschule étaient un modèle nouveau d'établissements scolaires en contrepoint des lycées classiques habituels. Il quitte l'école en 1915 et prépare le baccalauréat en candidat libre.
Il se porte volontaire pour aller combattre et est incorporé le 16 novembre 1917, d'abord en Pologne puis en France. Il est grièvement blessé le 5 décembre près de Cambrai.
Il s'inscrit à l'Université de Philosophie de Francfort-sur-le-Main en 1918. Parmi ses professeurs, il a le père du droit du travail Hugo Sinzheimer (en) et Franz Oppenheimer, le concepteur du socialisme libéral . Il s'intéresse à la formation pour adultes, aux méthodes de travail mutuel.
Il s'inscrit en mai 1920 à l'Université de Marbourg où il est actif au sein de l'Union Académique de Marbourg, une association estudiantine pour la réforme de l'enseignement primaire supérieur à laquelle participent de nombreux membres des Wandervogel.
En mars 1921, il soutient son doctorat consacré à La Chine et l'Europe au XVIIIe siècle. Il organise des séminaires pour étudiants et jeunes travailleurs et commence à faire parler de lui dans des revues spécialisées consacrées à la formation pour adultes. Il est nommé docteur en philosophie en 1923. Il collabore à la Revue socialiste et est nommé directeur de l'École supérieure populaire de Thuringe à Iéna. Il s'occupe de formation pour jeunes travailleurs et organise des sessions et rencontres de formation continue pour les enseignants d'écoles primaires supérieures et d'écoles professionnelles.
Il est appelé à diriger l'École primaire supérieure d'Iéna le 1er octobre 1925. L'établissement est soutenu par la Fondation Carl-Zeiss. 70 % des 2 000 à 3 000 participants annuels viennent du monde de l'industrie. Reichwein met en application ses idées quant à l'éducation professionnelle et populaire. Ainsi il complète les cours magistraux par le travail en petits groupes et met ses cours toujours en relation avec des situations économiques d'actualité. Ainsi Problèmes des journées de 8 heures de travail, Nature de la camaraderie, Démocratie dans l'entreprise. Reichwein s'intéresse particulièrement à la jeunesse ouvrière prolétarienne. Il organise par exemple chaque samedi des activités sportives suivies de séminaires consacrés à l'économie allemande. Cette idée d'unité entre les apprentissages, le travail, la vie et l'expérience tout comme les liens avec le sport et les activités artistiques, issue des Wandervogel est un concept qui va l'habiter toute sa vie. C'est à Iéna qu'il a pu le mettre en application. Il y rencontre également d'éminents pédagogues réformateurs tels Peter Petersen et Otto Haase (de).
En 1926 est créé sous l'égide de la Fondation Carl-Zeiss le foyer des jeunes travailleurs de Beuthenberg (ceb) qu'Adolf Reichwein va diriger et habiter avec douze jeunes travailleurs. Il entreprend un voyage d'études en Angleterre puis un voyage autour du monde d'un an qui doit lui permettre d'approfondir ses connaissances sur l'économie mondiale. En août, il est à New York, il traverse les États-Unis d'est en ouest, se rend au Canada et en Alaska. Il travaille ensuite comme matelot sur un paquebot américain en direction de l'Asie qui le conduit au Japon, en Chine et aux Philippines. Après une étape en Californie puis au Mexique, Reichwein revient à Iéna en juin 1927 et reprend la direction de l'école primaire supérieure et du foyer des jeunes travailleurs.
Il effectue, l'année suivante, avec ses élèves, un voyage au Danemark et en Scandinavie, qui connaît quelques péripéties en Laponie et inspirera deux ouvrages parus ultérieurement, Marche de la faim à travers la Laponie (1941) et Nous sommes jeunes et le monde est beau (1998). Reichwein s'initie au pilotage et s'achète un avion de tourisme qu'il va utiliser jusqu'en 1933 à la fois pour son plaisir sportif et pour se rendre sur les lieux de ses conférences. Il le vendra pour ne pas y apposer la croix gammée devenue obligatoire. Il publie son ouvrage scientifique essentiel L'économie matière première de la terre rédigé à la suite de ses voyages de 1926/1927. Il participe à différents camps de travail où il fait la connaissance de plusieurs personnalités qui feront partie du Cercle de Kreisau.
Reichwein s'installe à Berlin en 1929 où il devient conseiller scientifique au Ministère des sciences, des arts et de l'éducation. Il est conseiller technique personnel du Ministre Karl-Heinz Becker (Karl-Heinz Becker (Pfarrer) (de)) et chargé de la création de nouvelle Académies pédagogiques pour la formation des enseignants. Il collabore également à la revue Nouveaux feuillets pour le socialisme.
Reichwein quitte le Ministère en 1930 après le départ de Becker. Il va enseigner à Halle et adhère au Parti social-démocrate.
Il est radié en 1933 du Ministère de l'Éducation par le nouveau ministère national-socialiste le 24 avril et nommé à sa demande comme instituteur rural dans la classe unique de Tiefensee (Tiefensee (Werneuchen)) près de Berlin. Là, il va mettre en place le « modèle pédagogique de Tiefensee » et faire vivre aux trente enfants de la petite commune, de nouvelles méthodes éducatives. Il applique et développe les idées pédagogiques de Pestalozzi qui avaient été celles de son père. Il instaure le travail par groupes, apprend aux élèves à appréhender le monde par la contemplation et les sensations, par la construction et l'exploitation de leurs connaissances, par des sorties de plein air, des excursions, des voyages durant les vacances, des visites de musées, l'observation d'ateliers et d'usines. L'apprentissage n'est plus celui des manuels scolaires mais vient de la vie, de l'expérimentation par des méthodes actives. 
Son école est déclarée école expérimentale pour le cinéma éducatif en 1934. En 1937, il publie son ouvrage principal de pédagogie Le peuple enfantin au travail ainsi que Le cinéma à l'école rurale.
Il commence en 1938 à prendre part à un cercle d'amis regroupés autour de Helmuth James von Moltke qui réfléchit à l'après Hitler. Reichwein est nommé directeur de la section « École et Musée » du Musée National populaire allemand  de Berlin en 1939. Il organise quatre grandes expositions sur le travail manuel destinées aux écoles ainsi que des visites et des activités pratiques pour les enseignants. C'est pour lui une période de grande activité. Même si le style de ses écrits de l'époque peut aujourd'hui irriter par des concepts qui étaient obligatoirement dans l'air du temps il faut bien reconnaître qu'on n'y trouve jamais le moindre caractère racial. En 1940 il rencontre de nombreuses fois Von Moltke.
En 1942, il participe pour la première fois à une rencontre du cercle de Kreisau. Il est chargé d'élaborer des propositions sur les questions scolaires et est pressenti comme Ministre de l'Éducation dans un gouvernement de l'après Hitler.
Sa maison de Berlin est détruite par un bombardement allié en 1943. La famille Reichwein va s'installer à Kreisau sur le domaine de Von Moltke.
Le 21 juin 1944, il participe à une rencontre avec les dirigeants clandestins du Parti Communiste. Ils sont trahis par un agent infiltré et Reichwein est arrêté par la Gestapo le 4 juillet. Après avoir été torturé, il est condamné à mort par le « Tribunal du Peuple » présidé par Roland Freisler le 20 octobre et exécuté le jour même dans la prison de Berlin-Plötzensee.

## Reconnaissances
- De nombreuses écoles d'Allemagne portent le nom d'Adolf Reichwein.
- L'Académie de Pédagogie de Celle porte le nom de Reichwein tout comme le campus principal de l'Université de Siegen.
- Le siège du SPD de Sachsen-Anhalt de Halle porte le nom de « Maison Adolf Reichwein ».
- De nombreuses rues dans différentes villes allemandes portent son nom.
- Il y a une place Adolf Reichwein à Osnabrück. On y trouve également un buste à sa mémoire.
- Une rue à proximité du lieu d'exécution de Berlin Plötzensee porte le nom de « Chaussée Adolf Reichwein ».
- On trouve depuis les années 1950 un buste du sculpteur Knud Knudsen dans la mairie de Berlin-Schmargendorf ainsi qu'un panneau commémoratif au lycée Thomas Müntzer de Halle.

## Publications
- Schaffendes Schulvolk, Kohlhammer, Stuttgart/Berlin, 1937.
- Film in der Landschule, Kohlhammer, Stuttgart/Berlin, 1938.
- Schaffendes Schulvolk – Film in der Schule. Die Tiefenseer Schulschriften, Beltz, Weinheim/Basel, 1993,  (ISBN 3-407-34063-X)